# 生口橋
生口橋（いくちばし）は、広島県尾道市にある道路橋。瀬戸内海に浮かぶ生口島と因島を結ぶ西瀬戸自動車道「しまなみ海道」を構成する。1991年土木学会田中賞作品部門受賞。

## 概要
1991年3月に供用を開始。総工費350億円。しまなみ海道にある一連の橋梁のうち本州（尾道）側から3番目にあたり、インターチェンジでいえば因島南ICと生口島北ICの間にあたる。
車道の両外側に「瀬戸内海横断自転車道」として自転車歩行者道が整備されており、地元住民の生活道路として用いられている。また、因島側から橋へと続く自転車歩行者道の途中に「田熊休憩所」が整備されている。

## 通行料金

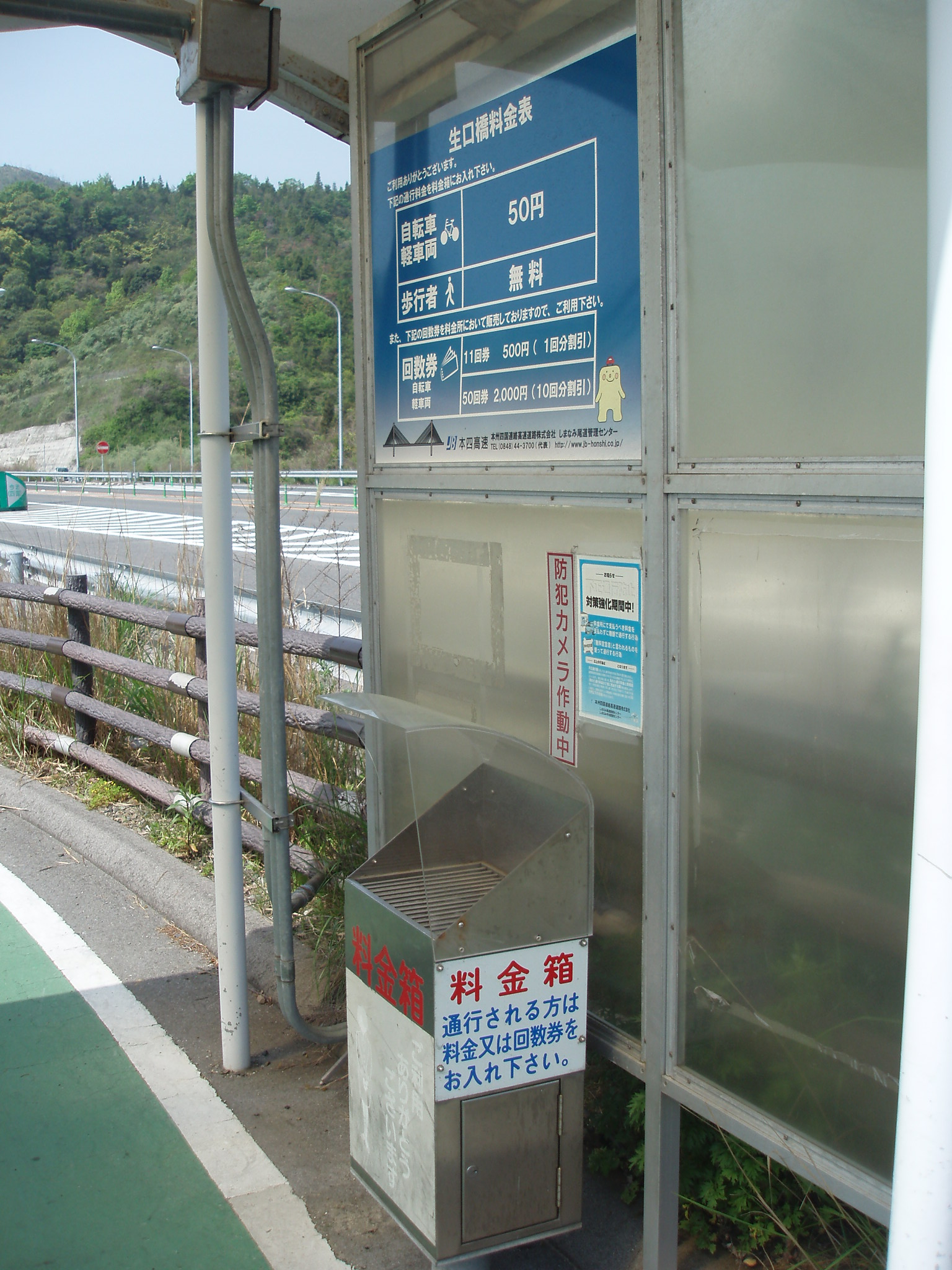
自転車歩行者道料金所

しまなみ海道は他の本州四国連絡道路と違い「瀬戸内海横断自転車道」として自転車歩行者道が整備されており、その通行料が発生する。
サイクリングのメッカでありそのための企画も行われており、例えば2014年7月から2015年3月末まで「しまなみサイクリングフリー」として他のしまなみ海道筋の橋と同様に自転車歩行者道を無料開放している。

## 構造

### 諸元
- 路線名：国道317号バイパス（西瀬戸自動車道）[2]
- 橋長 : 790.0m[1][2]
- 径間割 : 150.0m + 490.0m + 150.0m[1][2]
- 幅員 : 車道2@7.5m、歩道5.0m[2]
- 航路限界 : 26.0m[1][2]
- 上部工形式 : 3径間連続複合箱桁斜張橋[1][2]
  - 主塔高 : 122.75m[1][2]

### 特徴

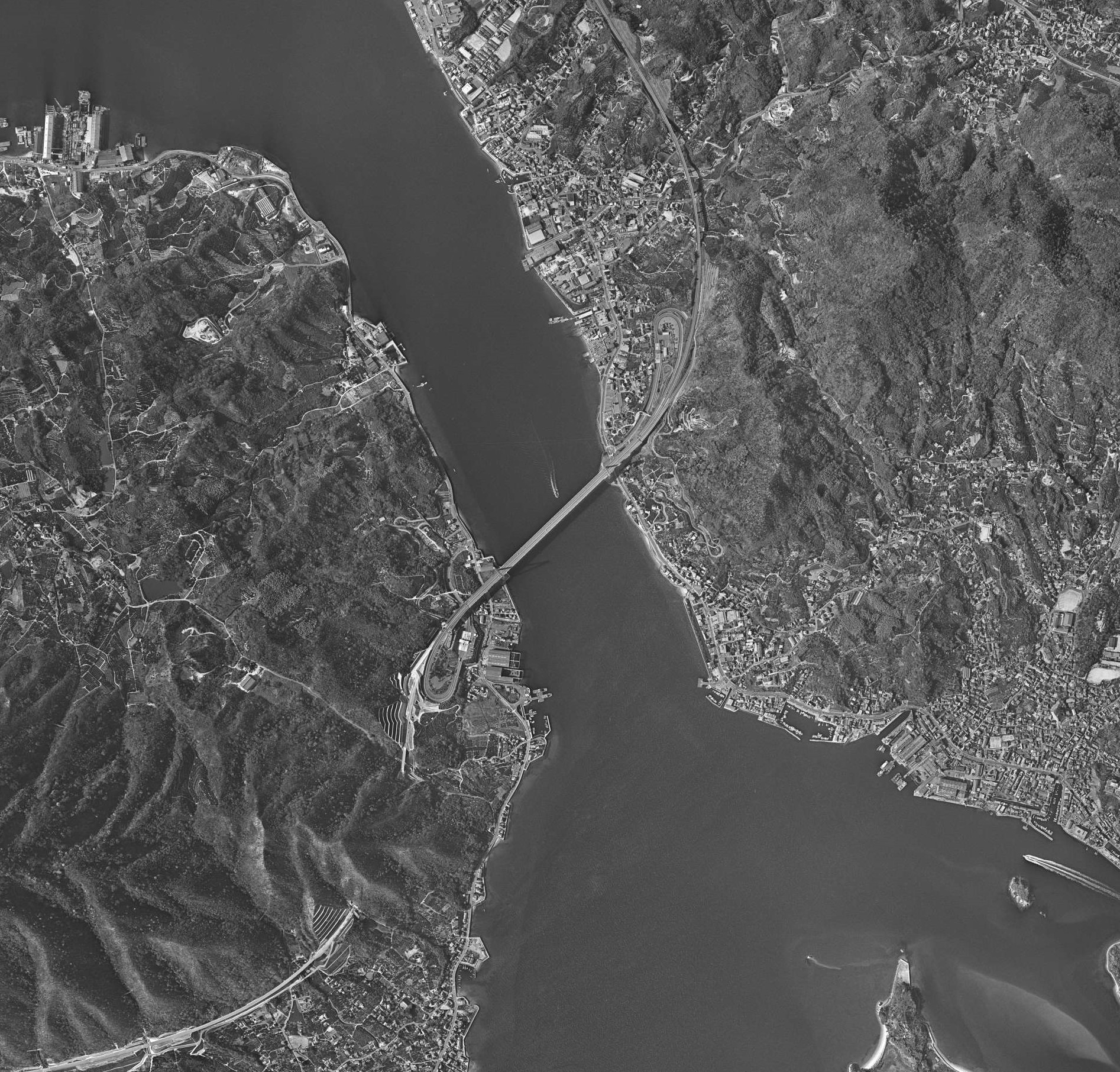
2005年

生口水路と呼ばれる幅約500m長さ約2,500mほどのこの海峡に橋をかけることとなり、計画の初期段階では最大支間長250mのPCラーメン橋として進めていたが、詳細に測量した結果、海峡内の橋脚予定地の地盤が想定していたものより軟弱であったことが判明した。そこで計画が見直され、海峡内に橋脚を置かない長大橋とすることになり斜張橋に決定した。ただ、両陸地側ともに平野部が狭く山がすぐ迫っていた立地条件で、西瀬戸自動車道の道路規格の関係から橋を渡った後の道路線形を急激に曲げることが出来ないため、橋側を調整することになり結果的に主径間（2つの主塔の間）に比べ側径間（主塔から陸地側）が短いアンバランスな橋となった。
これにより、今度は力学的な問題が生じることになった。一般的な斜張橋としてこの橋に当てはめた場合、側径間より主径間の桁の死荷重（自重）が大きくなることから、主塔から伸びるケーブルなどからの力の伝達により側径間の負反力（桁に対して上向きに働く力）が大きくなってしまうことになる。そこで、主径間を軽い鋼製の桁（鋼箱桁）、側径間を重いコンクリート製の桁（PC箱桁）とすることにより力学的なバランスを保つ「複合斜張橋」が採用されることになった。
この複合斜張橋という形式は国内初施工となり、当時の海外で見ても施工実績が数例しかない極めて珍しい形式であった。更に、この橋は計画段階から世界最大の斜張橋となるものであった。そのため海外での施工事例などを参考にし調査研究に数年費やしている。
完成当初は世界最長の斜張橋であったが、完成11日後スカルンスンド橋に抜かれることになる。ここでの技術経験が後の多々羅大橋架橋に活かされることになった。なお2014年現在でこの橋は、多々羅・名港中央大橋・鶴見つばさ橋に次いで国内4位の斜張橋にあたる。

## ギャラリー

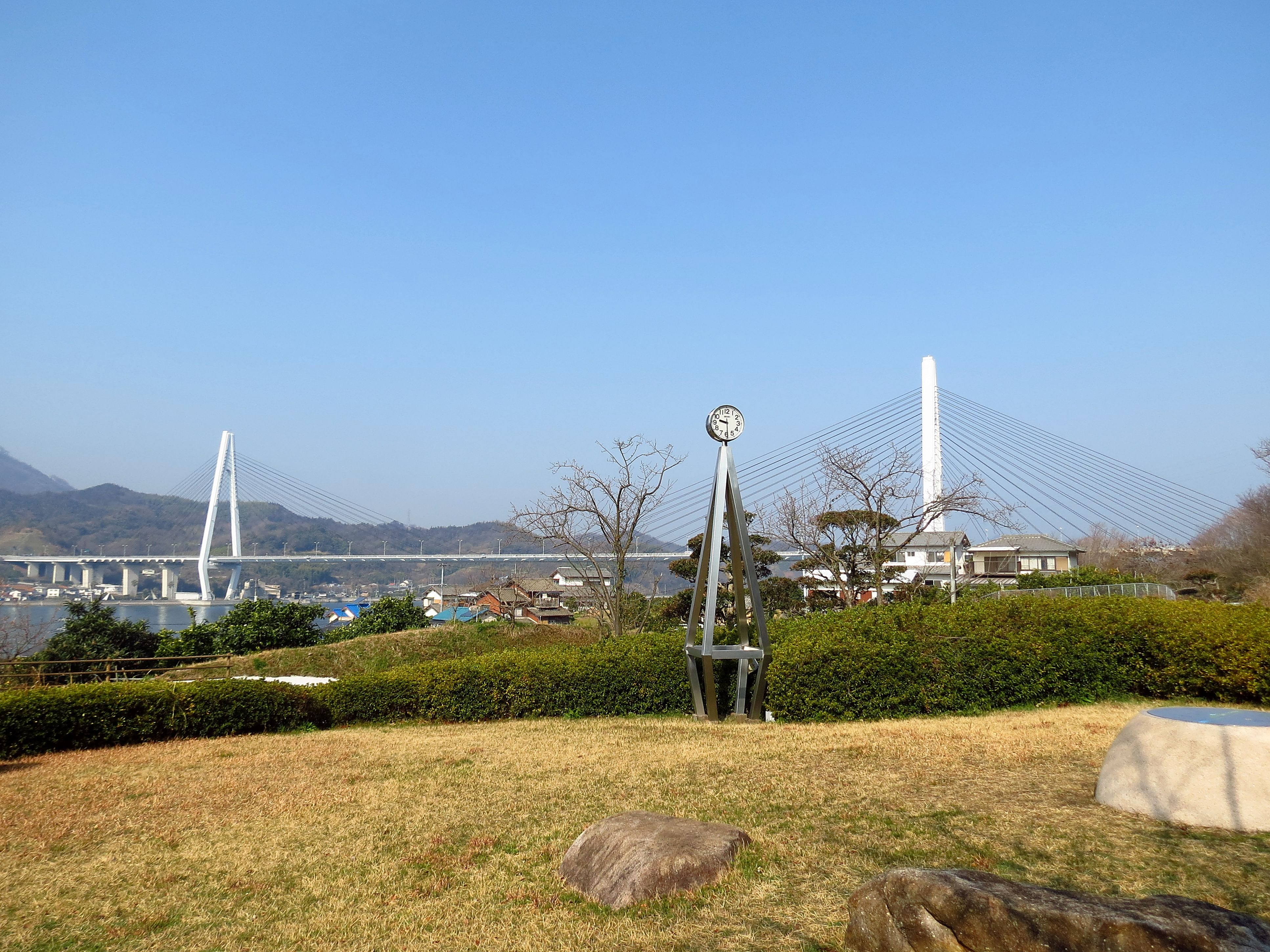
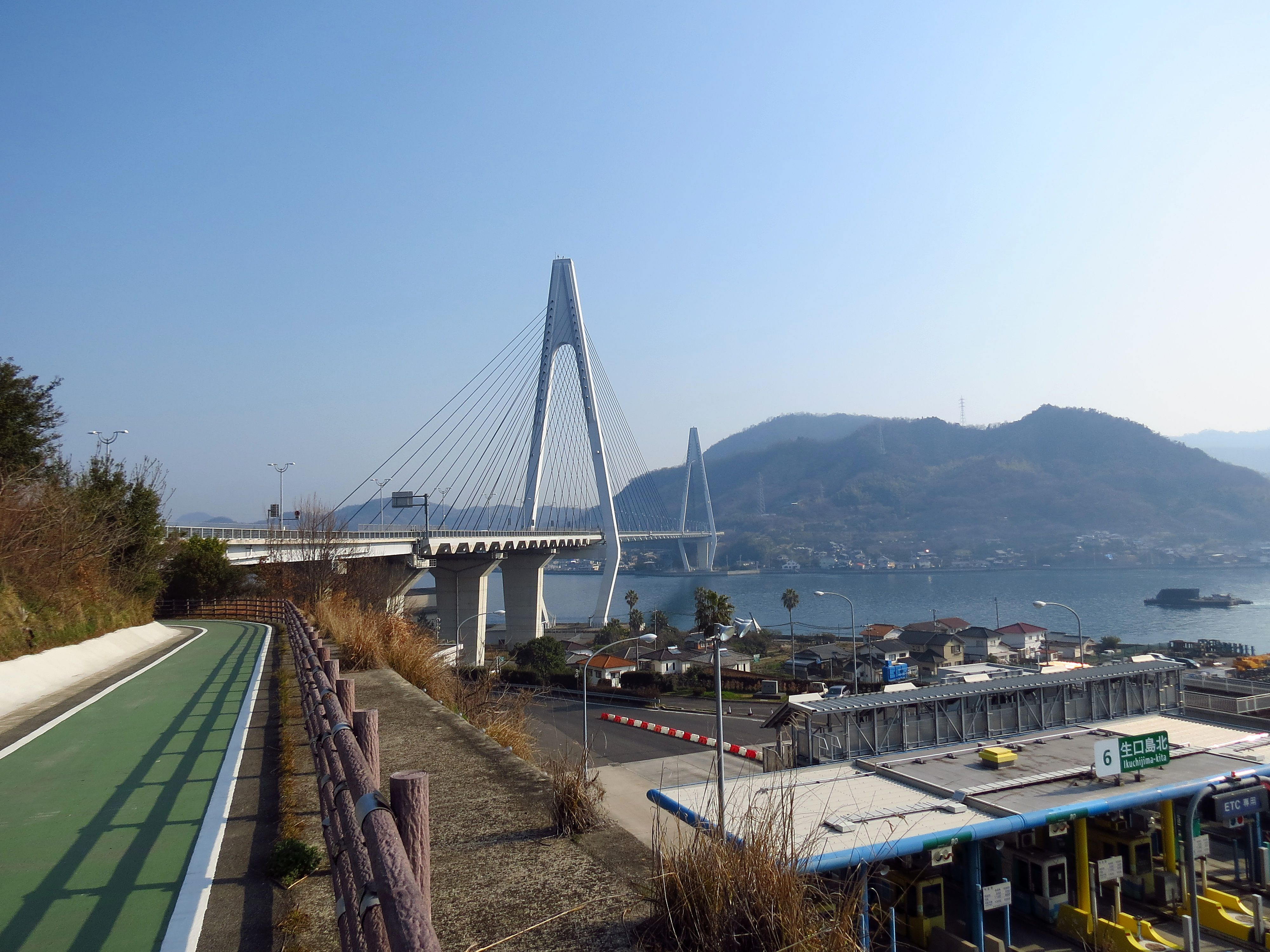
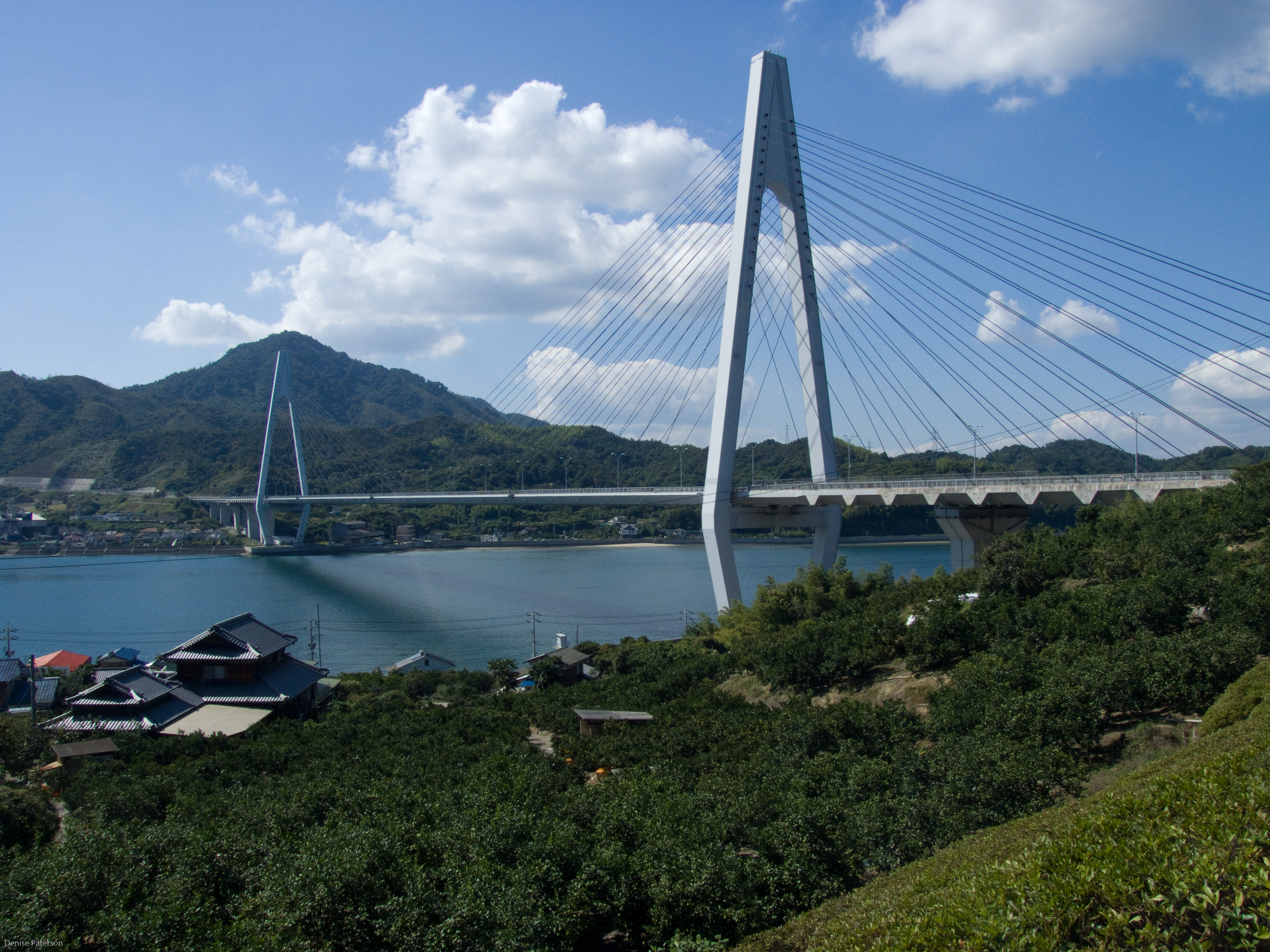
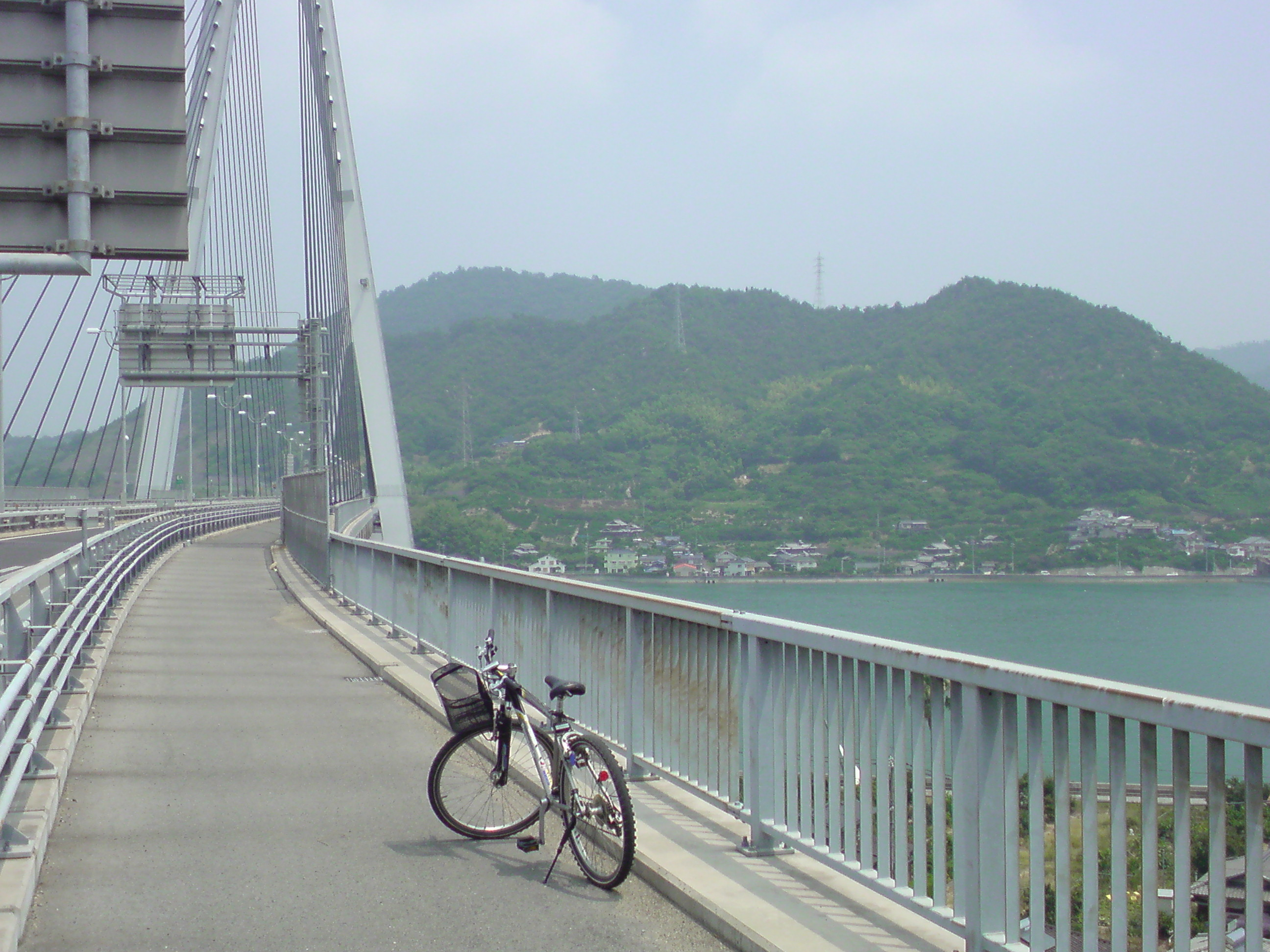

## 参考資料
- 本州四国連絡橋の紹介 - 本州四国連絡高速道路
- 生口橋 - 瀬戸内しまなみ海道振興協議会

## 外部サイト
- JB本四高速 - 本州四国連絡高速道路（公式サイト）
  - しまなみ海道の橋 生口橋